# Celaenia dubia
Celaenia dubia är en spindelart som först beskrevs av O. Pickard-Cambridge 1869.  Celaenia dubia ingår i släktet Celaenia och familjen hjulspindlar. Inga underarter finns listade i Catalogue of Life.